# Rupert (Wirginia Zachodnia)
Rupert – miasto w Stanach Zjednoczonych, w stanie Wirginia Zachodnia, w hrabstwie Greenbrier.